# デビッド・バクティアリ
- デビッド・バフティアリ

デビッド・アフラシャブ・アサッド・バクティアリ（David Afrasiab Assad Bakhtiari, 1991年9月30日 - ）は、アメリカ合衆国カリフォルニア州サンマテオ出身のプロアメリカンフットボール選手。ポジションはオフェンシブタックル。兄のエリック・バクティアリも元NFL選手。

## 経歴

### カレッジ
コロラド大学では2年目の2010年シーズンから試合に出場した。
2011年シーズンは開幕戦で膝を痛め、その後2試合を欠場したが、残りの11試合には全て出場し、オールPac-12セカンドチームに選出された。
2012年シーズンも11試合に出場し、2年連続でオールPac-12セカンドチームに選出された。シーズン終了後、2013年のNFLドラフトにアーリーエントリーしたが、この決断はチームが1勝11敗と不振に終わったことと、ヘッドコーチが交代したこととは無関係であることを強調した。

### グリーンベイ・パッカーズ
| 身長                         | 体重            | 腕 の 長 さ   | 手 の 大 き さ   | 40Yrd ダ ッ シ ュ | 10Yrd ス プ リ ッ ト | 20Yrd ス プ リ ッ ト | 20Yrd シ ャ ト ル | 3 コ 丨 ン ド リ ル | 垂 直 跳 び     | 立 ち 幅 跳 び     | ベ ン チ プ レ ス | ワ ン ダ 丨 リ ッ ク |
| ---------------------------- | --------------- | ------------- | ---------------- | ----------------- | -------------------- | -------------------- | ----------------- | ------------------- | --------------- | ------------------ | ----------------- | -------------------- |
| 6 ft 4+1⁄4 in (194 cm)       | 299 lb (136 kg) | 34 in (86 cm) | 9+1⁄2 in (24 cm) | 5.09 s            | 1.77 s               | 2.94 s               | 4.74 s            | 7.70 s              | 25.5 in (65 cm) | 8 ft 5 in (2.57 m) | 28 回             | 25                   |
| All results from NFL Combine |                 |               |                  |                   |                      |                      |                   |                     |                 |                    |                   |                      |

2013年のNFLドラフトにて全体109位でグリーンベイ・パッカーズから指名され、その後ルーキー契約を結んだ。
2013年シーズン開幕前に、レフトタックルを務めていたブライアン・ブラガが前十字靱帯を断裂して離脱。このため代役としてレフトタックルを任され、シーズン全試合に先発出場した。1978年以降のNFLにおいて、ルーキーがシーズン全試合に先発出場したのは初めてであった。
2016年9月13日にパッカーズと4年総額4,800万ドルの契約延長に合意した。2016年シーズンは自身初となるプロボウルに選出された。
2018年シーズンは自身初となるオールプロファーストチームに選出された。

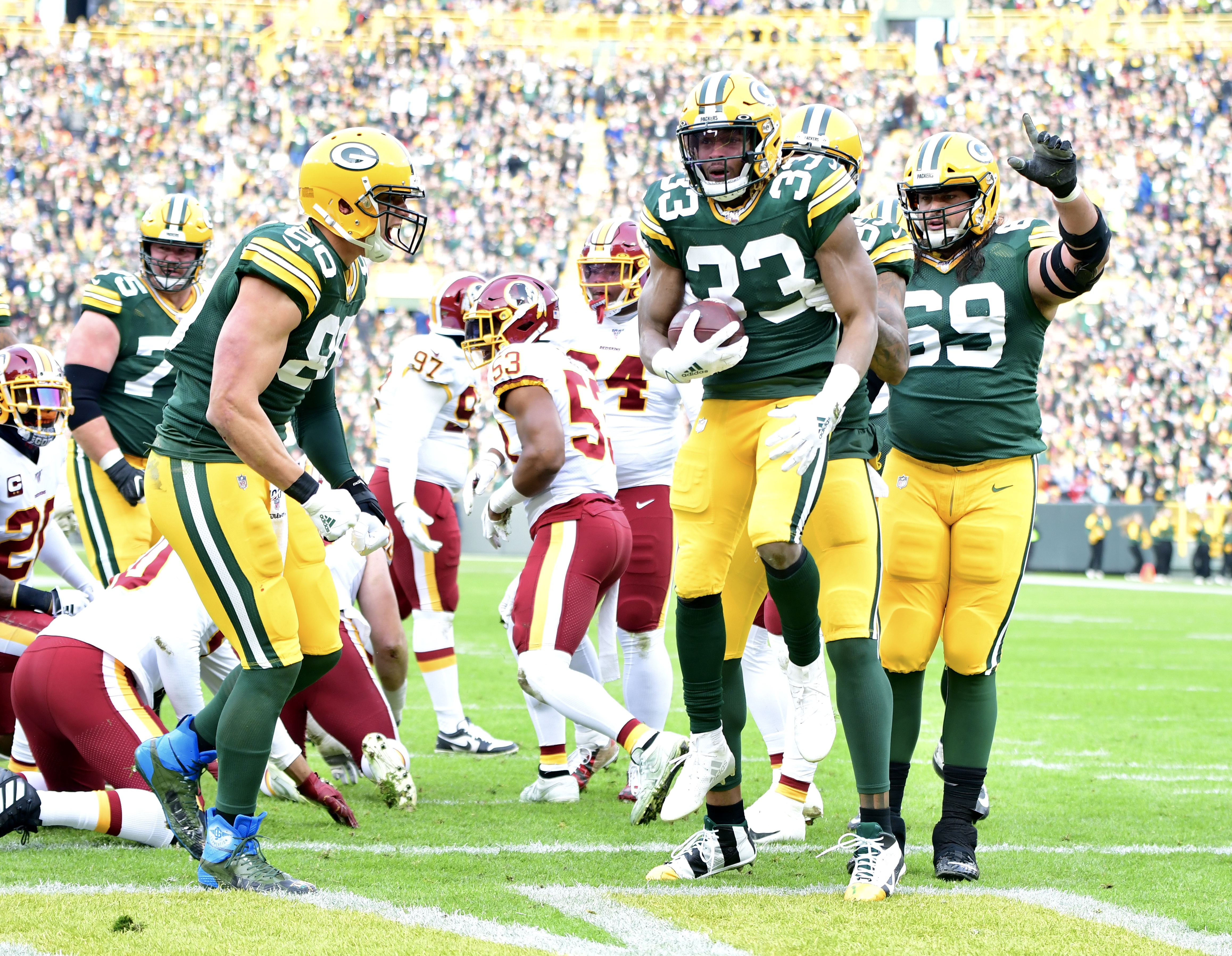
2019年、アーロン・ジョーンズ(#33)がタッチダウンを成功させた後のセレブレーションに加わるバクティアリ(#69)

2020年11月15日にパッカーズと4年総額1億550万ドルの契約延長に合意した。2020年シーズン途中、2020年12月31の練習中に前十字靱帯を断裂し、残りの試合を全休した。このシーズンは2年ぶりとなるオールプロファーストチームに選出された。
2021年シーズンは前十字靱帯断裂からのリハビリに努めた。第16週のデトロイト・ライオンズ戦で復帰したが、シーズンではこの1試合のみの出場となった。
2022年シーズン途中に虫垂炎を患って手術を受け、第13週のシカゴ・ベアーズ戦を欠場した。

## 人物
高校時代に奨学金を創設した他、がん研究に対する支援も行っていた。
ボードゲーム「カタンの開拓者たち」が好きで、パッカーズのチームメイト間に流行させた。
2015年公開の映画「ピッチ・パーフェクト2」に、パッカーズのチームメイトと共に本人役で出演している。
2020年7月2日に、2017年10月から交際していた恋人のフランキー・シェビーにプロポーズし、2022年3月5日に結婚した。